# Faryd Mondragón
Faryd Camilo Mondragón Alí (født 21. juni 1971 i Cali, Colombia) er en tidligere colombiansk fodboldspiller (målmand), og den næstældste spiller der nogensinde har optrådt ved VM i fodbold.

## Karriere

### Klubkarriere
Mondragón startede sin karriere i hjemlandet i 1990, hvor han i sine første år blandt andet spillede for Deportivo Cali og Santa Fe. Op gennem 1990'erne gjorde han sig primært i argentinsk fodbold, hvor han spillede flere sæsoner hos Independiente.
I 2000'erne rejste Mondragón til Europa, hvor han først spillede seks sæsoner i Tyrkiet hos Galatasaray, og efterfølgende fem i Tyskland hos FC Köln. Efter at have spillet et enkelt år i Philadelphia Union i den amerikanske fodboldliga Major League Soccer sluttede han karrieren af i sin første klub som professionel, Deportivo Cali, hvor han spillede fra 2012-14.
Mondragón vandt trods sin lange karriere ikke mange titler, da han ofte var tilknyttet mindre klubber i de lande han spillede i. Han vandt dog blandt andet i sin tid hos Galatasaray to gange det tyrkiske mesterskab.

### Landshold
Mondragón spillede desuden, i en landsholdskarriere der strakte sig over intet mindre end 22 år, 56 kampe for det colombianske landshold. Han repræsenterede sit land ved både VM i 1994 i USA, VM i 1998 i Frankrig og VM i 2014 i Brasilien. Efter at have været reservemålmand ved 1994-turneringen spillede han alle sit lands tre kampe i 1998.
Den 24. juni 2014, under VM i Brasilien, kom Móndragon i en alder af 43 år og fire dage på banen til de sidste minutter i colombianernes indledende gruppekamp mod Japan. Han blev dermed den ældste spiller nogensinde til at spille en VM-slutrundekamp. Colombianerne endte med at blive slået ud i kvartfinalen, og Mondragón stoppede sin karriere umiddelbart herefter.

## Titler
Süper Lig
- 2002 og 2006 med Galatasaray

Tyrkiets Pokalturnering
- 2005 med Galatasaray